# مارينا كاريلا
مارينا كاريلا (باليونانية: Μαρίνα Καρέλλα؛ ولدت في 17 يوليو 1940) فنانة يونانية متزوجة من مايكل أمير اليونان والدنمارك.
ولدت مارينا في 17 تموز (يوليو) 1940 في أثينا، والداها ثيودور كاريلا وإيلي تشاليكيوبولوس.

## زواجها
تزوجت مارينا كاريلا من مايكل أمير اليونان والدنمارك في القصر الملكي في أثينا في 7 شباط (فبراير) 1965. ونظراً لأن هذا الزواج يعتبر زواج مرغنطي، فلا تحمل اللقب "أميرة اليونان والدنمارك"، ولا حتى لقب "صاحبة السمو الملكي، بل كان يشار لها باسمها "مارينا" وحرم الأمير مايكل من اليونان والدنمارك.
أما أبناؤها فهم:
- الأميرة ألكساندرا أميرة اليونان في 15 تشرين الأول (أكتوبر) 1968، تزوجت من نيكولاس ميرزايانتيز.
- الأميرة أولغا، دوقة بوليا (مواليد 17 تشرين الثاني\نوفمبر 1971)، تزوجت من ابن عمها الأمير إيمون دوق أبوليا،

## مطالعة إضافية
- "Marina Karella". Earl McGrath Gallery. مؤرشف من الأصل في 2012-06-28. اطلع عليه بتاريخ 2010-01-23.
- Ruas، Charles (يونيو–يوليو 2005). "Marina Karella at the Benaki Museum's Annex". Art in America. مؤرشف من الأصل في 2019-12-12.
- De Grèce, Michel; Katz, Vincent; Δεληβορριάς, Άγγελος (2005). Marina Karella (باليونانية والإنجليزية). Fereniki Publications. ISBN:978-960-7952-39-4. OCLC:71958985.